# مصفوفة المحاسبة الاجتماعية
مصفوفة المحاسبة الاجتماعية: (بالإنجليزية: Social Accounting Matrix)‏، مصفوفة المحاسبة الاجتماعية هي تمثيل جدولي للحسابات القومية لدولة ما، حيث تبين التدفقات المالية الحادثة في اقتصاد معين، ويمكن أن تتضمن كذلك تدفقات أخرى غير المتعلقة بالحسابات القومية، كما أنه يمكن أيضا أن يتم إعدادها لأقاليم أو تكتلات جغرافية أكبر من نطاق الدولة الواحدة كما هو الحال بالنسبة للحسابات القومية.
تشير مصفوفة المحاسبة الاجتماعية إلى سنة أساس محددة تقوم بتوفير صورة اساتيكية ثابتة للأنشطة الاقتصادية في تلك الفترة.